# Gwen Lee
Gwen Lee, geboren als Gwendolyn Lepinski (Hastings, 12 november 1904 - Reno, 20 augustus 1961) was een Amerikaans actrice.
Lee begon haar carrière als model, maar kreeg in 1925 een filmcontract kreeg bij Metro-Goldwyn-Mayer. Lee was in eerste instantie een vertegenwoordigster voor de studio, die de studio goed wist te promoten vanwege haar uiterlijk. Het acteren in films was meer een bijbaan voor de actrice. Ze vervulde dan ook alleen bijrollen in films. Haar laatste film maakte ze in 1938.
Lee stierf op 20 augustus 1961 in Reno. Ze was 56 jaar oud.

## Filmografie
| - Lady of the Night (1925) - Pretty Ladies (1925) - His Secretary (1925) - The Plastic Age (1925) - The Boy Friend (1926) - The Lone Wolf Returns (1926) - Upstage (1926) - There You Are! (1926) - Women Love Diamonds (1927) - Heaven on Earth (1927) - Orchids and Ermine (1927) - Twelve Miles Out (1927) - Adam and Evil (1927) - After Midnight (1927) - Her Wild Oat (1927) - The Ghetto (1927) - Sharp Shooters (1928) - Laugh, Clown, Laugh (1928) - The Actress (1928) - Diamond Handcuffs (1928) - Thief in the Dark (1928) - Show Girl (1928) - The Baby Cyclone (1928) - A Lady of Chance (1928) - Lucky Boy (1929) - The Duke Steps Out (1929) - The Man and the Moment (1929) - Fast Company (1929) - The Hollywood Revue of 1929 (1929) - Untamed (1929) | - Chasing Rainbows (1930) - Lord Byron of Broadway (1930) - Caught Short (1930) - Our Blushing Brides (1930) - Extravagance (1930) - Paid (1930) - Inspiration (1931) - The Lawless Woman (1931) - Traveling Husbands (1931) - The Galloping Ghost (1931) - The Pagan Lady (1931) - West of Broadway (1931) - Alias Mary Smith (1932) - Midnight Morals (1932) - Broadway to Cheyenne (1932) - The Intruder (1933) - Song of the Eagle (1933) - Corruption (1933) - City Park (1934) - The Evil Eye of Kalinor (1934) - Twenty Dollars a Week (1935) - One in a Million (1935) - A Night at the Opera (1935) - Absolute Quiet (1936) - Fury (1936) - My Dear Miss Aldrich (1937) - Double Wedding (1937) - Mannequin (1937) - Man-Proof (1938) - Paroled from the Big House (1938) |

- Library of Congress Control Number: no91006811
- SNAC: w6k49zcd
- Virtual International Authority File: 70951573
- WorldCat: E39PBJmDppKcJ9WRfmtFx746rq